# Lajtabánság
Lajtabánság, Palatynat Litawski (niem. Leitha-Banat) – efemeryczny twór państwowoprawny istniejący na obszarze dzisiejszego Burgenlandu z miastem Sopron w 1921.
Traktat w Trianon, wchodzący w życie 26 lipca 1921, odebrał Węgrom i przyznał Austrii tereny dzisiejszego Burgenlandu wraz z miastem Sopron. Datę przekazania tego obszaru ustalono na 28 sierpnia 1921. Przejęcie miała nadzorować komisja sprzymierzonych rezydująca w Sopronie. W ustalonej dacie władze węgierskie opuściły te tereny, jednak do ich objęcia przez władze austriackie nie doszło z powodu wybuchu zbrojnego powstania mniejszości węgierskiej pod wodzą Pawła Pronaya. Powstańcy stworzyli własną administrację i 4 października 1921 we wsi Oberwart proklamowali własne państwo. Nie zostało ono uznane przez społeczność międzynarodową, ale nieoficjalnie korzystało ze wsparcia materialnego i politycznego Węgier. Powstała sytuacja patowa, ponieważ żadna z zaangażowanych stron nie chciała używać siły w obawie przed reperkusjami międzynarodowymi. Dopiero negocjacje w Wenecji, przy mediacji Włoch, doprowadziły do załagodzenia sytuacji przez układ z 5 listopada 1921. Zgodnie z tym układem 13 listopada 1921 powstańcy złożyli broń i do 30 listopada 1921 teren Lajtabánság został objęty przez władze austriackie. 5 grudnia 1921 Burgenland został oficjalnie włączony do Republiki Austrii.
Na skutek powstania w pewnym zakresie uległy zmianie zamiary zwycięskich mocarstw co do przyszłości Burgenlandu. W mieście Sopron, stanowiącym centralny ośrodek regionu i przewidywanym na jego stolicę, oraz w jego najbliższej okolicy w dniach 14–16 grudnia 1921 przeprowadzono plebiscyt, w którym większością 65,2% głosów zwyciężyła opcja węgierska (w mieście padło około 72,8% głosów za Węgrami, w okolicznych wioskach – około 52,8%). Mając na względzie wynik plebiscytu 20 lutego 1922 Rada Ambasadorów zdecydowała o pozostawieniu obszaru plebiscytowego przy Węgrzech.
Powstała w ten sposób konfiguracja terytorialna istnieje do dzisiaj. Ponieważ Sopron stanowi na tym terenie główny węzeł komunikacyjny, głównie kolejowy, niezbędne okazało się uregulowanie austriackiego tranzytu kolejowego przez to miasto.